# La Libertad (diario de Valladolid)
La Libertad fue un diario de Valladolid fundado en 1881 y desaparecido en 1900, dirigido por el escritor regeneracionista Ricardo Macías Picavea.
Este periódico se transformó en plataforma del Partido Republicano Progresista de Manuel Ruiz Zorrilla en esa provincia. Formaban su redacción José Muro, Miguel Marcos y el citado Ricardo Macías Picavea, quien ejerció de director. En "Nuestro programa", publicado en su primer número, declaraba: "Somos un diario democrático y aspiramos a servir de órgano a la democracia española y más próximamente a la democracia castellana".